# Katsimbalas
Katsimbalas  este un oraș în Grecia în prefectura Arcadia.